# 矮小原爱神螺
矮小原爱神螺（学名：Proterato nana）为爱神螺科原爱神螺属的动物。分布于日本、台湾岛以及中国大陆的海南等地，属于暖海产。其多见于潮间带或稍深的浅海。该物种的模式产地在日本。